# Gnathophis heterolinea
Gnathophis heterolinea és una espècie de peix pertanyent a la família dels còngrids.

## Hàbitat
És un peix marí, demersal i de clima tropical que viu entre 177 i 243 m de fondària.

## Distribució geogràfica
Es troba a l'Índic occidental: davant les costes de Mombasa (Kenya).

## Observacions
És inofensiu per als humans.